# Seynes
Seynes är en kommun i departementet Gard i regionen Occitanien i södra Frankrike. Kommunen ligger i kantonen Vézénobres som tillhör arrondissementet Alès. År 2022 hade Seynes 172 invånare.

## Befolkningsutveckling
Antalet invånare i kommunen Seynes
Referens:INSEE